# Opperdoezer Ronde
L' Opperdoezer Ronde ou Opperdoese Ronde (en français : [pomme de terre] Ronde d'Opperdoes) est une production traditionnelle de pommes de terre et une variété locale ancienne portant le même nom, cultivée aux alentours du village d'Opperdoes dans la province de Hollande-Septentrionale aux Pays-Bas.
Cette production a reçu en 1996 le label de qualité européen « AOP » (Appellation d'origine protégée). C'est avec le Westlandse druif (raisin de table du Westland), qui bénéficie d'une (Indication géographique protégée (IGP), la seule production agricole néerlandaise possédant un label de qualité européen, et la première pomme de terre, avec la pomme de terre royale de Jersey, bénéficiant de l'appellation AOP en Europe.

## Histoire
La variété cultivée pour cette appellation, qui porte le même nom d'« 'Opperdoezer Ronde' » est issue d'une mutation découverte vers 1860 dans une culture d'une variété précoce, 'Negenwekers', cultivée depuis longtemps dans la région. Elle a été conservée, à partir de 1903, par la criée "Ons Belang" d'Opperdoes.
En 1979, la fusion de la criée "Ons Belang" avec la criée "W.F.O." de Zwaagdijk a donné naissance à la coopérative Pootaardappelteeltvereniging "De Opperdoezer Ronde" WA, qui a pris en charge la conservation et la promotion de cette variété.
Cette coopérative a fait enregistrer la demande d'inscription dans le registre européen des AOP en 1992, inscription définitivement confirmée en 1996.

## Caractéristiques
La « Ronde d'Opperdoes » est une pomme de terre de forme ovale, légèrement irrégulière, aux yeux enfoncés, à la peau jaune et à la chair blanc jaunâtre. Elle a une teneur relativement faible en amidon, ce qui en fait une pomme de terre à chair ferme, de bonne tenue à la cuisson. Elle est appréciée des connaisseurs pour sa saveur spécifique liée tant à la variété qu'aux terres où elle est cultivée.
C'est une variété qui a un assez bon rendement, mais qui est sensible aux maladies, notamment la galle verruqueuse, le virus Y et surtout au mildiou.

## Aire géographique
Selon le cahier des charges de l'appellation, la zone de culture de cette pomme de terre s'étend aux environs du village d'Opperdoes dans un rayon de 1,5 km autour du clocher d'Opperdoes. Elle s'étend sur le territoire de trois communes : Noorder-Koggenland (commune aujourd'hui fusionnée avec la suivante), Medemblik et Wieringermeer.
Elle représente une surface totale de 1 600 hectares et est constituée de sols sablonneux, maigres, plutôt situés en hauteur.

## Culture
La « Ronde d'Opperdoes » fait l'objet d'une culture de primeur, cultivée sous abri en plastique et récoltée début mai et même en avril pour les cultures en serre. 
Une deuxième récolte a lieu en été pour les tubercules récoltés dans les terres plus froides.
La précocité de cette culture, qui peut se faire en neuf semaines de la plantation à la récolte, est due au climat très tempéré de la région et à la présence de nombreux fossés de drainage.
La récolte précoce présente un double intérêt : d'une part préserver la saveur particulière de ces pommes de terre qui vient en partie de leur maturité incomplète, et d'autre part limiter les attaques en particulier du mildiou et des nématodes. Elle permet également de pratiquer une seconde culture, notamment de choux, et autorise, quand la réglementation le permet, une rotation serrée, du type 1/1, c'est-à-dire reconduire la pomme de terre sur la même parcelle chaque année. Cela suppose toutefois le respect de règles sanitaires et notamment l'absence d'infection du sol par les nématodes, auquel cas l'intervalle de rotation est reporté à 10 ans. Mais les rotations à deux ou trois ans sont les plus courantes. 
Du fait de leur peau fine et délicate, ces pommes de terre sont récoltées exclusivement à la main, à l'aide d'une fourche courte, typique de la région.

## Commercialisation
Ces pommes de terre ne sont commercialisées qu'aux Pays-Bas. Les producteurs ont le droit de vendre une partie de leur production dans leurs fermes (au maximum 5 tonnes de leur propre production). Le reste est commercialisé par l'intermédiaire de la coopérative et distribué par divers réseaux de distribution, le principal étant Albert Heijn, qui est la première chaine de supermarchés des Pays-Bas.
Leur prix de vente, relativement élevé, peut atteindre 10 euros par kilogramme (valeur 2006).

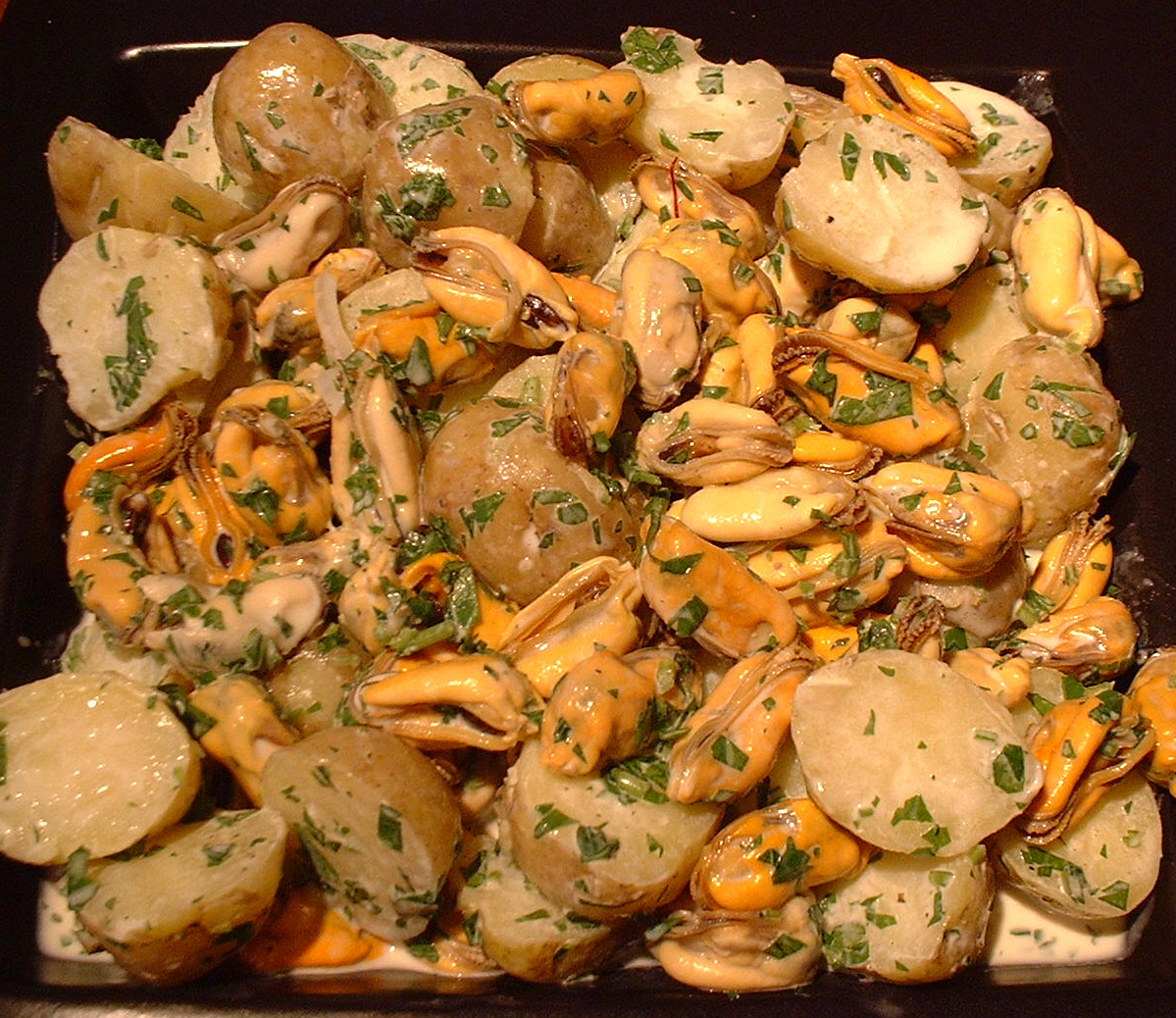
Salade de moules et pommes de terre Opperdoezer Ronde à la sauce safran.